# Bubblegum, Lemonade, and... Something for Mama
Bubble Gum, Lemonade, and...Something for Mama è il secondo disco della carriera solista di Mama Cass (Cass Elliot). 
L'album, che nel suono ricalca lo stile dei The Mamas & the Papas, ebbe un modesto successo (raggiunse la
novantesima posizione nella classifica Billboard), mentre il singolo comprendente i brani It's Getting Better e Make Your Own Kind of Music raggiunse la classifica nei top 40 ed il brano dello stesso album, Move a Little Closer Baby
si posizionò al numero 58 della classifica.
Una versione stampata su CD dalla MCA giapponese nel 2002 aggiunse il dodicesimo brano, Make Your Own Kind of Music.

## Tracce
Lato A
1. It's Getting Better – 3:01 (Barry Mann, Cynthia Weil)
2. Blow Me a Kiss – 2:50 (Jack Carone)
3. Sour Grapes – 2:31 (Tom Ghent)
4. Easy Come, Easy Go – 2:45 (Diane Hildebrand, Jack Keller)
5. I Can Dream, Can't It – 2:34 (Irving Kahal, Sammy Fain)
6. Welcome to the World – 2:19 (Martin Siegel, Scott English)

Lato B
1. Lady Love – 3:03 (Delaney Bramlett)
2. He's a Runner – 3:38 (Laura Nyro)
3. Move in a Little Closer, Baby – 2:39 (Arnold Capitanelli, Robert O'Connor)
4. When I Just Wear My Smile – 2:22 (Sharyn Pulley, Tom V. Lane)
5. Who's to Blame – 2:59 (Leah Kunkel)
6. Make Your Own Kind of Music – 2:24 (Barry Mann, Cynthia Weil)

## Musicisti
- Cass Elliot - voce
- Mike Deasy - chitarra
- Ben Benay - chitarra, armonica
- Red Rhodes - steel guitar
- Larry Knechtel - tastiere
- Jimmy Haskell - accordion, arrangiatore, direttore musicale
- Joe Osborn - basso
- Hal Blaine - batteria, percussioni
- Phil Kaye - percussioni, ingegnere del suono
- Steve Barri - percussioni, produttore